# Ticket to Ride
Ticket to Ride je pjesma britanske grupe The Beatles na albumu Help! iz 1965. godine. Snimljena je 15. veljače 1965. te je izdana nepuna dva mjeseca kasnije. 2004. godine nalazila se na 384. mjestu na popisu 500 najboljih pjesama svih vremena časopisa Rolling Stone.

## Opis
Autori pjesme su John Lennon/Paul McCartney. Pjesmu je primarno pisao Lennon, a doprinos joj je dao i McCartney. Lennon je rekao da je McCartneyjev doprinos pjesmi je bio ograničen "zbog načina na koji je Ringo svirao bubnjeve". Ovo je prvi singl u kojem Paul McCartney svira vodeću gitaru.
Iako pjesma opisuje djevojku koja je pobjegla iz života pripovjedača, njezin naslov je nejasan. Paul McCartney je izjavio da je u naslovu pjesme riječ o British Rail karti (Ryed-Isle of Wight).

## Kritike
Glazbeni kritičari Richie Unterberger i Ian MacDonald su opisali pjesmu kao važnu pjesmu u evoluciji glazbenog stila Beatlesa. MacDonald je izjavio da je "psihološki dublja od svih pjesama koje su Beatlesi dosad snimili".
| Top ljestvica 1965. | Peak position |
| ------------------- | ------------- |
| Kanada              | 1             |
| UK                  | 1             |
| SAD                 | 1             |
| Nizozemska (top 40) | 1             |

## Personel
- John Lennon - vodeći vokal, ritam gitara
- Paul McCartney - vokal, vodeća gitara
- George Harrison - ritam gitara
- Ringo Starr - bubnjevi, tamburica, pljeskanje

personel prema Ianu MacDonaldu
MacDonald navodi da je John Lennon svirao Jetglo Rickenbacker 325 gitaru od 12 žica, a George Harrison "vjerojatno" svoju Rickenbacker 360/12 gitaru, koja također ima 12 žica.

## Kulturne reference
U humorističnoj britanskoj seriji Crveni patuljak (Red Dwarf) postoji epizoda Tikka to Ride, koja je referenca na ovu pjesmu. 